# Орлова, Елена Михайловна
Елена Михайловна Орлова (5 (18) марта 1908, Кострома — 1985, Ярославль) — советский музыковед, доктор искусствоведения (1968), профессор (1969).

## Биография
Елена Орлова родилась 5 (18) марта 1908 года в Костроме. Окончила Костромской музыкальный техникум. В 1939 году окончила историко-теоретический факультет Ленинградской консерватории, а в 1942 году — аспирантуру консерватории по истории музыки под руководством Р. И. Грубера.
Во время Великой Отечественной войны преподавала в музыкальной школе в Костроме. В 1946—1949 годах преподавала историю музыки в Московской консерватории. В 1949—1950 годах была заместителем директора по научной работе в Государственном Доме-музее П. И. Чайковского в Клину. В 1950—1974 году преподавала в Ленинградской консерватории, заведовала кафедрой истории русской музыки. В 1974—1977 годах преподавала в Уральской консерватории.
В 1946 году получила степень кандидата искусствоведения, защитив диссертацию «Романсы Чайковского». В 1968 году получила степень доктора искусствоведения, защитив диссертацию «Б. В. Асафьев. Путь исследователя и публициста». В 1953 году получила звание доцента, в 1969 году — профессора. Работы Елены Орловой посвящены преимущественно творчеству Б. В. Асафьева и истории русской музыки.
Последние годы жила в Ярославле.

## Сочинения
- Романсы П. И. Чайковского. М. — Л., 1948;
- Автографы П. И. Чайковского в архиве Дома-музея в Клину. Справочник (совм. с К. Давыдовой и Г. Фрейдлинг), вып. 1. М. — Л., 1950;
- Композитор и слушатель- одна из ведущих тем в работах Б. В. Асафьева, в кн.: Памяти академика Бориса Владимировича Асафьева…, М., 1951;
- Дом-музей П. И. Чайковского в Клину. Путеводитель (совм. с И. Соколинской). М., 1953;
- П. И. Чайковский. Л., 1953;
- Мысли Н. А. Римского-Корсакова об анализе музыкальных произведений, в кн.: Н. А. Римский-Корсаков и музыкальное образование. Статьи и материалы, Л., 1959;
- Б. А. Асафьев. Путь исследователя и публициста. М., 1964;
- Работа Б. В. Асафьева над теорией интонации, в сб.: Интонация и музыкальный образ. Статьи и исследования музыковедов Советского Союза и других социалистических стран, М., 1965;
- Новаторские тенденции в тематике русского музыкального искусства начала XX века, в кн.: Русская музыка на рубеже XX века, М. — Л., 1966;
- Некоторые вопросы специфики музыкального искусства в теории интонации Асафьева, в кн.: Музыка в социалистическом обществе, Л., 1969;
- Лекции по истории русской музыки. М., 1977.